# Lilaeopsis tenuis
Lilaeopsis tenuis är en flockblommig växtart som beskrevs av Arthur William Hill. Lilaeopsis tenuis ingår i släktet kryptungesläktet, och familjen flockblommiga växter. Inga underarter finns listade i Catalogue of Life.